# 松井絵里奈
松井 絵里奈（まつい えりな、1987年7月4日 - ）は、日本のタレント、女優、歌手。本名同じ。旧芸名は江利奈（えりな）。earthmindでErina名義で歌手活動を行っている。
奈良県橿原市出身。株式会社ククナ所属。

## 略歴
両親が芸能界入りに猛反対しているなか、2003年、半ば家出同然で上京しアイドルを目指した。プロフェッショナルマネジメント（芸能事務所）に所属し、本名の松井絵里奈で芸能活動を開始。
2004年4月、Linda☆Lindaのメンバーとして山本リンダとのコラボレーションCDをリリース。8月、フジテレビ『芸能人女子フットサル「お台場カップ」』に「FANTASISTA」のメンバーとして参加。
2005年10月、ハーモニープロモーションに所属。
2006年4月、『竹山先生。』のアシスタントに抜擢され、その後準レギュラーとなる。
2006年6月下旬、ミスマガジン2006で「ミス週刊少年マガジン」に選ばれると同時に「SEGA賞」・「ミスTOKYO☆1週間賞」を受賞する。同年7月9日、池袋サンシャインシティ噴水広場で行われたミスマガジン2006のお披露目イベントで、先輩ミスマガジンからフットサルチーム「ミスマガジン」のユニフォームが渡され、正式にチームに加入。背番号は「19」。『お台場冒険王“真夏の女王”決定戦』で「ミスマガジンvsFANTASISTA」の試合に出場し、かつての所属チームFANTASISTAを相手に戦った。
2009年9月20日、奈良県大和郡山市で行われた「第9回スルッとKANSAIバスまつり」でゲストとして登場し、トークショーや○×クイズに参加した。
2011年11月30日、earthmindのボーカル・Erinaとしてデビュー。デビュー曲「B-bird」はOVA「機動戦士ガンダムUC　episode 4『重力の井戸の底で』」の主題歌に起用された。
2013年11月30日をもって、8年間所属していたハーモニープロモーションを離脱、および芸能活動を一旦休止することを公式ブログで発表した。
2014年3月23日、サンズエンタテインメントへの移籍と江利奈への改名をtwitterで発表。芸能活動を再開。
2015年7月25日放送の『有吉反省会』出演を機に、同番組内での禊として再度松井絵里奈への改名を発表。
なお、芸名を戻したのは2015年8月14日放送の『アマゾネスアイランド』（フジテレビ）に出演の際、番組内で「占い師に芸名を戻した方が運が良くなる、とアドバイスを貰ったことがきっかけ」と同番組で説明された。
2022年9月30日サンズエンタテインメントを退所し、独立したことを公式Instagramで報告。
2022年10月1日からは株式会社ククナに所属している。

## エピソード
- 趣味は温泉・自然が多い場所へ行くこと[2]。特技は料理・マッサージ・ものまね[2]。
- 出身地の奈良県で行われた平城遷都1300年祭応援団結団式&500日前Startingイベントでは着ぐるみせんとくんのお披露目ステージで、せんとくんと一緒にダンスを披露している。

## 出演

### テレビバラエティ
不定期
- 厳選いい宿（テレビ東京） - 温泉レポーター
- 所さんの学校では教えてくれないそこんトコロ!（テレビ東京） - レポーター
- うまいッ!（NHK総合）- 食材ハンター（レポーター）
- なないろ日和（テレビ東京）

過去の出演番組
- 竹山先生。（2006年4月 - 9月、テレビ東京）- 準レギュラー
- 仁義換金（2006年7月 - 9月、テレビ東京）- レギュラー （アシスタント）
- カンニングのDAI安吉日!（2006年8月 - 2009年3月、BSフジ）- アシスタント
- プレミアの巣窟（2006年10月 - 2007年3月、フジテレビ）- アシスタント
- 安めぐみ&松井絵里奈のズバリ!! 東京ディズニーリゾート夢ツアー（2006年10月17日、中国放送）
- シンデレラビューティー（2006年11月28日 - 2007年3月27日、BS朝日） - レギュラー（アシスタント）
- ザ・ベストハウス123（2007年2月 - 2012年3月、フジテレビ）- 準レギュラー
- 地球感動配達人 走れ!ポストマン（2008年10月 - 2009年9月、毎日放送）- レギュラー（ポストマン）
- 世界の果てまでイッテQ!（2010年2月、日本テレビ） - 準レギュラー（出川ガール）
- ヒルナンデス（2011年4月 - 2012年9月、日本テレビ）- 金曜隔週レギュラー
- LaLa Luke（LaLaTV）
- 趣味どきっ!からだ喜ぶ 春ベジらいふ（Eテレ）- レポーター
- スーパーGTコンプリート （2010年3月 -11月、フジテレビ）司会
- 激♡恋…運命のラブストーリー… 第2部 お便りコーナー（2010年4月 - 5月、NHK総合）神田愛花、有末麻祐子、柏木由紀と共演

### 映画
- 恋空（2007年11月3日公開） - イズミ 役
- やどり（2019年公開）　-梨加 役

### テレビドラマ
- 探偵ブギ（2006年1月 - 3月、TOKYO MX） - 堀内京子 役
- ライフ 第10話 - 第11話（2007年、フジテレビ）
- 秘書のカガミ 最終話（2008年6月27日、テレビ東京） - みい 役

### ブロードバンド
- DHCストリーミング ビューティーレッスン（2005年1月 - 、DHC）
- Someone Produce（2005年5月 - 、モバイル放送）

### 舞台
- TOON BULLETS! 6th SHOT ネバーランド☆A GO! GO! 〜Peter Pan's re-flight〜（2005年3月 - ）
- JOYJOKERS 『BUDDHA BLESS YOU! 〜仏陀にラブソングを〜』（2005年9月 - ）

### ラジオ
- ASIAN美少女ファイル火曜コーナー“アイドルパーティ”（2004年6月 - 、USENラジオ） - 準レギュラー

### CM
- グリコ乳業 （2008年）
  - 「とろ〜りクリームonプリン」恋愛部『道場篇』
  - 「とろ〜りクリームonカフェゼリー」恋愛部『合宿篇』※2作品とも同じ事務所の安めぐみと共演

### ネット配信
- お仕事レポート：ユニバーサル・スタジオ・ジャパン×松井絵里奈（goo）

イベント
- 奈良マラソン：毎年ゲストで参加しており、世界遺産10K種目に出走している。

## 作品
earthmind名義のものはearthmindの項目を参照

### CD
- 超☆狙いうち2004 featuring Linda Yamamoto Linda☆Linda（2004年4月7日リリース、Music web RECORDS）

### DVD
- ミスマガジン2006（2006年10月25日、バップ）
- おもいでの夏（2007年5月25日、リバプール）
- Natural Cure（2007年8月24日、フォーサイドドットコム）
- erinaのために（2007年11月28日、彩文館出版）
- treasure chest（2008年7月18日、フォーサイドドットコム）
- 恋する撫子（2009年8月28日、リバプール）

## 書籍

### 写真集
- ERINA（2007年8月、彩文館出版） ISBN 978-4775602225

### 雑誌
- ゴルフトゥデイ〜明日のヒロインを先取りチェック〜（2004年、ゴルフトゥデイ社）
- 週刊ファミ通 ファミキング イメージガール（2005年4月 - ）
- 特冊新鮮組DX2010年9月号